# Chieti Calcio 1989-1990
Questa voce raccoglie le informazioni riguardanti il Chieti Calcio nelle competizioni ufficiali della stagione 1989-1990.

## Rosa
| N. |                   | Ruolo | Calciatore         |
| -- | ----------------- | ----- | ------------------ |
|    | Italia (bandiera) | A     | Corrado Baglieri   |
|    | Italia (bandiera) | D     | Nicola Bellandrini |
|    | Italia (bandiera) | A     | Roberto Bidini     |
|    | Italia (bandiera) | D     | Angelo Colazzilli  |
|    | Italia (bandiera) | C     | Franco Conforto    |
|    | Italia (bandiera) | D     | Gabriele Consorti  |
|    | Italia (bandiera) | D     | Luca D'Angelo      |
|    | Italia (bandiera) | C     | Giuseppe De Amicis |
|    | Italia (bandiera) | C     | Sabatino De Massis |
|    | Italia (bandiera) | C     | Dimitri De Petris  |
|    | Italia (bandiera) | P     | Paolo Di Sarno     |
|    | Italia (bandiera) |       | Federico           |

| N. |                   | Ruolo | Calciatore         |
| -- | ----------------- | ----- | ------------------ |
|    | Italia (bandiera) | D     | Vincenzo Feola     |
|    | Italia (bandiera) |       | Gespi              |
|    | Italia (bandiera) | D     | Gabriele Morganti  |
|    | Italia (bandiera) | A     | Giovanni Pagliari  |
|    | Italia (bandiera) | C     | Andrea Pallanch    |
|    | Italia (bandiera) | C     | Marco Pizzoni      |
|    | Italia (bandiera) | C     | Cosimo Presicci    |
|    | Italia (bandiera) | C     | Maurizio Scarsella |
|    | Italia (bandiera) | C     | Daniele Simeoni    |
|    | Italia (bandiera) | P     | Sergio Spuri       |
|    | Italia (bandiera) | D     | Francesco Tomei    |

## Risultati

### Serie C2

#### Girone di andata
| 17 settembre 1989 1ª giornata | Chieti | 4 – 0 | Forlì |  |

| 24 settembre 1989 2ª giornata | Baracca Lugo | 1 – 0 | Chieti |  |

| 1º ottobre 1989 3ª giornata | Chieti | 1 – 1 | Lanciano |  |

| 8 ottobre 1989 4ª giornata | Celano | 2 – 1 | Chieti |  |

| 15 ottobre 1989 5ª giornata | Chieti | 3 – 2 | Vis Pesaro |  |

| 22 ottobre 1989 6ª giornata | Trani | 2 – 0 | Chieti |  |

| 29 ottobre 1989 7ª giornata | Chieti | 1 – 0 | Giulianova |  |

| 5 novembre 1989 8ª giornata | Riccione | 0 – 3 | Chieti |  |

| 12 novembre 1989 9ª giornata | Chieti | 3 – 1 | Bisceglie |  |

| 19 novembre 1989 10ª giornata | Civitanovese | 2 – 1 | Chieti |  |

| 26 novembre 1989 11ª giornata | Chieti | 2 – 0 | Rimini |  |

| 3 dicembre 1989 12ª giornata | Teramo | 1 – 0 | Chieti |  |

| 10 dicembre 1989 13ª giornata | Chieti | 2 – 0 | Castel di Sangro |  |

| 17 dicembre 1989 14ª giornata | Campobasso | 0 – 2 | Chieti |  |

| 30 dicembre 1989 15ª giornata | Chieti | 2 – 1 | Jesi |  |

| 7 gennaio 1990 16ª giornata | Chieti | 1 – 0 | Gubbio |  |

| 14 gennaio 1990 17ª giornata | Fano | 2 – 0 | Chieti |  |

#### Girone di ritorno
| 28 gennaio 1990 18ª giornata | Forlì | 2 – 1 | Chieti |  |

| 4 febbraio 1990 19ª giornata | Chieti | 0 – 0 | Baracca Lugo |  |

| 11 febbraio 1990 20ª giornata | Lanciano | 0 – 0 | Chieti |  |

| 18 febbraio 1990 21ª giornata | Chieti | 3 – 1 | Celano |  |

| 4 marzo 1990 22ª giornata | Vis Pesaro | 0 – 0 | Chieti |  |

| 11 marzo 1990 23ª giornata | Chieti | 3 – 1 | Trani |  |

| 18 marzo 1990 24ª giornata | Giulianova | 0 – 0 | Chieti |  |

| 25 marzo 1990 25ª giornata | Chieti | 4 – 1 | Riccione |  |

| 1º aprile 1990 26ª giornata | Bisceglie | 0 – 1 | Chieti |  |

| 8 aprile 1990 27ª giornata | Chieti | 4 – 1 | Civitanovese |  |

| 14 aprile 1990 28ª giornata | Rimini | 4 – 1 | Chieti |  |

| 29 aprile 1990 29ª giornata | Chieti | 1 – 0 | Teramo |  |

| 6 maggio 1990 30ª giornata | Castel di Sangro | 0 – 0 | Chieti |  |

| 13 maggio 1990 31ª giornata | Chieti | 1 – 0 | Campobasso |  |

| 20 maggio 1990 32ª giornata | Jesi | 0 – 0 | Chieti |  |

| 27 maggio 1990 33ª giornata | Gubbio | 0 – 0 | Chieti |  |

| 3 giugno 1990 34ª giornata | Chieti | 1 – 0 | Fano |  |